# Ношак
Ношак (дари نوشاخ, пушту نوشک, урду نوشاخ, перс. نوشاخ) (7492 м) — гора, являющаяся наивысшей точкой Афганистана. Восточный и южный склоны горы принадлежат Пакистану. Расположена в северо-восточной части Афганистана и является второй по высоте в системе Гиндукуш после Тиричмира и 52 в мире. Ношак также самая западная из гор высотой более 7000 м.
Первое восхождение на гору было совершено в 1960 году с пакистанской стороны японцами Тосиаки Сакаи и Горой Ивацубо, а в 1973 году польская экспедиция Тадеуша Пиотровского и Анджея Завады покорила гору зимой, что стало первым зимним восхождением на гору свыше 7000 м. 19 июля 2009 года на Ношак впервые поднялась афганская экспедиция.
В 2011 году группа альпинистов из России впервые за всю историю российского и советского альпинизма взошла на Ношак.
Состав группы: Шафиков Ренат, Чижик Дмитрий, Апраксин Денис, Громов Андрей, Бахмуров Юрий, Леонтьев Валерий, Королев Константин.
Группа стартовала из Казидеха, прошла по ущелью р. Казиди и р. Иштарг и разбила базовый лагерь на высоте 5000. Оттуда вышла наверх группа восхождения.
На вершине были подняты флаги и вымпела России, знамя Победы в Великой Отечественной войне, флаг 66 бригады.
Первой женщиной, совершившей восхождение на вершину, 10 августа 2018 года стала 24-летняя Ханифа Юсуфи из Афганистана.